# Joe Estevez
Joseph "Joe" Estevez, född 13 februari 1946 i Dayton i USA, är en amerikansk skådespelare. 
Estevez föddes och växte upp i Dayton, Ohio. Hans mor var från Irland och hans far från Spanien. Han påbörjade sin skådespelarkarriär under 1970-talet. I början av karriären använde han ibland namnet Joseph Phelan (Phelan var hans mors efternamn som ung). Han har under sin karriär gjort hundratals framträdanden på film och TV. Han har också varit speaker för reklamfilmer och medverkat i scenpjäser.
Estevez är yngre bror till skådespelaren Martin Sheen och farbror till skådespelarna Charlie Sheen, Emilio Estevez, Renée Estevez och Ramon Estevez.